# Jacques Marchais Museum of Tibetan Art
The Jacques Marchais Museum of Tibetan Art is een museum voor Tibetaanse kunst in New York. Het ligt op Lighthouse Hill in de wijk Egbertville in de borough Staten Island en herbergt een grote collectie kunstwerken uit Tibet en de Himalaya.
Het museum werd opgericht in 1947 door de Amerikaanse vrouw Jacques Marchais. Het doel van het museum was het vormen van een brug tussen het westen en de oude culturele tradities van Tibet en de Himalaya-regio. Marchais heeft Tibet noch de Himalaya ooit zelf bezocht.
Het museum dient sinds de oprichting als educatief centrum en is erop gericht een gehele ervaring van de regio te bieden. Marchais richtte het centrum om die reden overeenkomstig een Tibetaans klooster in, met daarnaast uitgebreide tuinen en een visvijver met heilige lotusbloemen.
In 1991 werd het museum bezocht door de veertiende dalai lama.